# José Manuel Delgado
Pour les articles homonymes, voir Delgado.
José Manuel Delgado, de son nom complet José Manuel Mota Delgado, est un footballeur portugais né le 30 octobre 1957 à Lisbonne. Il jouait au poste de gardien de but.

## Biographie

### En club
Delgado commence sa carrière au Sporting CP dans les équipes de jeunes. Il fait ses débuts professionnels en 1976 avec le CD Montijo, disputant 10 matchs durant la saison.
En 1977, il rejoint le CF Belenenses, où il s'impose comme un titulaire régulier. Durant quatre saisons, Delgado dispute 83 matchs de championnat avec le club lisboète.
Il signe au Portimonense Sporting Clube en 1981, jouant une saison pleine avec 24 apparitions. Ces performances attirent l'attention du Benfica Lisbonne, qu'il rejoint en 1982. Cependant, il est utilisé principalement comme gardien remplaçant, ne jouant que 8 matchs en championnat au cours de six saisons.
Durant la saison 1986–1987, Delgado est prêté au SC Farense, où il dispute 8 rencontres. Il conclut sa carrière au SC Espinho en 1989, après une saison où il joue 6 matchs.

### En sélection
Delgado est convoqué en 1976 dans l'équipe des moins de 18 ans du Portugal et dispute 4 matchs.
Il est sélectionné avec les espoirs portugais et dispute trois rencontres de 1977 à 1979. Il dispute également le Tournoi de Toulon.
Il joue également un match avec l'équipe B du Portugal en 1981.

## Palmarès
Benfica Lisbonne
- Championnat du Portugal :
  - Vainqueur : 1982-83 et 1983-84.
- Coupe du Portugal :
  - Vainqueur : 1982-83 et 1984-85